# Ptychocroca galenia
Ptychocroca galenia es una especie de polilla de la familia Tortricidae. Se encuentra en Chile (desde la Provincia de Talca hasta la Provincia de Malleco). Se ha registrado desde altitudes que van desde cerca del nivel del mar hasta unos 1.600 metros.
Los adultos están volando de noviembre a enero, probablemente en una generación por año..